# In Search of the Lost Chord
In Search of the Lost Chord är ett musikalbum av The Moody Blues. Albumet släpptes i juli 1968 på skivbolaget Deram Records, och spelades in januari-juni samma år. Efter att ha använt en stor symfoniorkester på föregående albumet Days of Future Passed, bestämde sig gruppmedlemmarna här för att spela alla instrument själva. Mike Pinder återskapade många instrument med hjälp av sin mellotron. Två låtar, "Voices in the Sky" och "Ride My See-Saw" släpptes som singlar. Låten "Legend of a Mind" handlade om LSD-profilen Timothy Leary.

## Låtlista
1. "Departure" - 0:48
2. "Ride My See-Saw" - 3:37
3. "Dr. Livingstone, I Presume" - 2:58
4. "House of Four Doors" (Part 1) - 4:11
5. "Legend of a Mind" - 6:40
6. "House of Four Doors" (Part 2) - 1:43
7. "Voices in the Sky" - 3:32
8. "The Best Way to Travel" - 3:12
9. "Visions of Paradise" - 4:15
10. "The Actor" - 4:38
11. "The Word" - 0:49
12. "Om" - 5:27

## Listplaceringar
- Billboards albumlista, USA: #23
- Englands albumlista: #3 [1]